# MSDE
MSDE(Microsoft SQL Server Data Engine, 마이크로소프트 SQL 서버 데이터 엔진), 마이크로소프트 데이터 엔진(Microsoft Data Engine), 마이크로소프트 데스크톱 엔진(Microsoft Desktop Engine)은 마이크로소프트에서 개발한 관계형 데이터베이스 관리 시스템이다. 이는 마이크로소프트 SQL 서버 7.0 또는 2000의 축소 버전으로, 비상업적 용도는 물론 제한된 상업적 용도로 무료로 사용할 수 있다. 이는 1999년 5월 마이크로소프트 테크에드(Microsoft TechEd)에서 소개되었으며 마이크로소프트 오피스 2000 디밸로퍼 에디션의 일부로 포함되었다. 후속 제품인 SQL 서버 익스프레스는 2005년 11월에 출시되었다. MSDE에 대한 공급업체 지원은 2008년 4월 8일에 종료되었다.

## 같이 보기
- SQL 서버 컴팩트
- SQL 서버 익스프레스